# Dorothy McGuire
Dorothy Hackett McGuire (Omaha, 14 juni 1916 – Santa Monica, 13 september 2001) was een Amerikaans Oscargenomineerde actrice.
McGuire wilde al op jonge leeftijd acteren en zou als tiener een rol krijgen in het lokale toneelstuk A Kiss for Cinderella. Hierin had een toen nog onbekende Henry Fonda de hoofdrol. Vanaf 1938 kreeg ze erkenning in meer bekende toneelstukken als Bachelor Born en Stopover. In 1939 zou ze haar debuut op Broadway maken, met de rol van Emily Gibb in Our Town.
McGuire zou in nog vele andere Broadway-producties te zien zijn. Zo speelde ze tegenover John Barrymore in My Dear Children. Haar grote doorbraak zou ze maken met de hoofdrol in het toneelstuk Claudia. Dit toneelstuk werd in 1941 een grote hit op Broadway en McGuire werd ontdekt door David O. Selznick. Hij bood haar onmiddellijk een filmcontract aan. McGuire tekende deze met plezier. Een filmversie met de gelijknamige titel werd speciaal voor de actrice gemaakt. In 1943 zou ze hierin haar filmdebuut maken.
Toen actrice Gene Tierney plotseling zwanger werd en niet meer in staat was in haar aankomende film A Tree Grows in Brooklyn (1945) te spelen, ging de rol naar McGuire. Ze zou in deze periode in de ene succesvolle film na de ander te zien zijn. Zo speelde ze in hetzelfde jaar in The Spiral Staircase, waarin ze een vrouw speelde die achterna wordt gezeten door een seriemoordenaar.
In 1947 was McGuire te zien in Gentleman's Agreement. De film werd een succes en McGuire werd genomineerd voor een Academy Award voor Beste Actrice. De prijs ging echter naar Loretta Young voor haar rol in The Farmer's Daughter (1947). Ze verliet Hollywood datzelfde jaar echter om zich te richten op het theater. Toen ze terugkeerde in 1950, zou ze niet meer zo succesvol als in de jaren veertig worden. Zo verschoof ze van hoofdrollen naar bijrollen als moeders, naarmate ze ouder werd. Zoals in de dramafilm  A Summer Place (1959) waarin ze de strenge moeder Helen van Molly (Sandra Dee) gestalte geeft.
McGuire zou in 1943 trouwen met fotograaf John Swope. Ze bleven getrouwd tot zijn dood in 1979. Samen kregen ze twee kinderen. McGuire's gezondheid ging in 2001 achteruit, toen ze viel en haar been brak. Ze stierf dat jaar, op 85-jarige leeftijd, aan een hartstilstand. Ze kreeg een ster op de Hollywood Walk of Fame.

## Filmografie
- Biblioteca Nacional de España: XX1067455
- Bibliothèque nationale de France: cb140251567 (data)
- Gemeinsame Normdatei: 140842225
- International Standard Name Identifier: 0000 0001 1748 7036
- Library of Congress Control Number: n90666595
- National Archives and Records Administration: 10571125
- Nationale Bibliotheek van Israël: 987007350429605171
- Nationale Bibliotheek van Polen: a0000003005923
- Nederlandse Thesaurus van Auteursnamen: 071859969
- SNAC: w6j9721t
- Système universitaire de documentation: 075894394
- Trove: 1448608
- Virtual International Authority File: 19879536
- WorldCat: E39PBJxRG4kGqdCpgWRymt3CwC